# Горбоконенко, Александр Дмитриевич
Александр Дмитриевич Горбоконенко (род в 1950 году, Краснодарский край) – ректор Ульяновского государственного технического университета, кандидат технических наук, профессор. Академик Российской академии естественных наук и Академии проблем качества. Председатель Совета ректоров вузов Ульяновской области.

## Биография
Родился в 1950 году в Краснодарском крае. Окончил Ульяновский политехнический институт по специальности «Авиаприборостроение». В 1999 году избран ректором университета.

## Научные интересы
Сфера научных интересов – аппаратурный анализ характеристик случайных процессов.

## Научные работы
Опубликовал 60 научных и учебно-методических работ, в том числе учебное пособие для студентов вузов «Проектирование аналоговых электронных устройств». Автор 5 изобретений.

## Звания и награды
- Заслуженный работник высшей школы РФ[1].
- Лауреат премии Правительства РФ в области науки и техники[1].
- Почетный радист РФ[1].